# Vuurtoren van Planier
De Vuurtoren van Planier (Frans: phare de Planier) is een vuurtoren op het kleine Île de Planier voor de kust van Marseille in Frankrijk. 

## Geschiedenis
Een eerste vuurtoren op deze plaats werd in 1774 gebouwd. In 1878 werd besloten deze toren te vervangen door een nieuw vuurtoren met een elektrisch licht, die in 1881 in gebruik werd genomen. Nadat deze toren in 1944 door Duitse troepen werd vernield, werd in 1947 begonnen met de bouw van de huidige toren die in 1959 in gebruik werd genomen. Sinds 1986 is de vuurtoren geautomatiseerd en dus niet meer bemand.